# Martin Rickelt

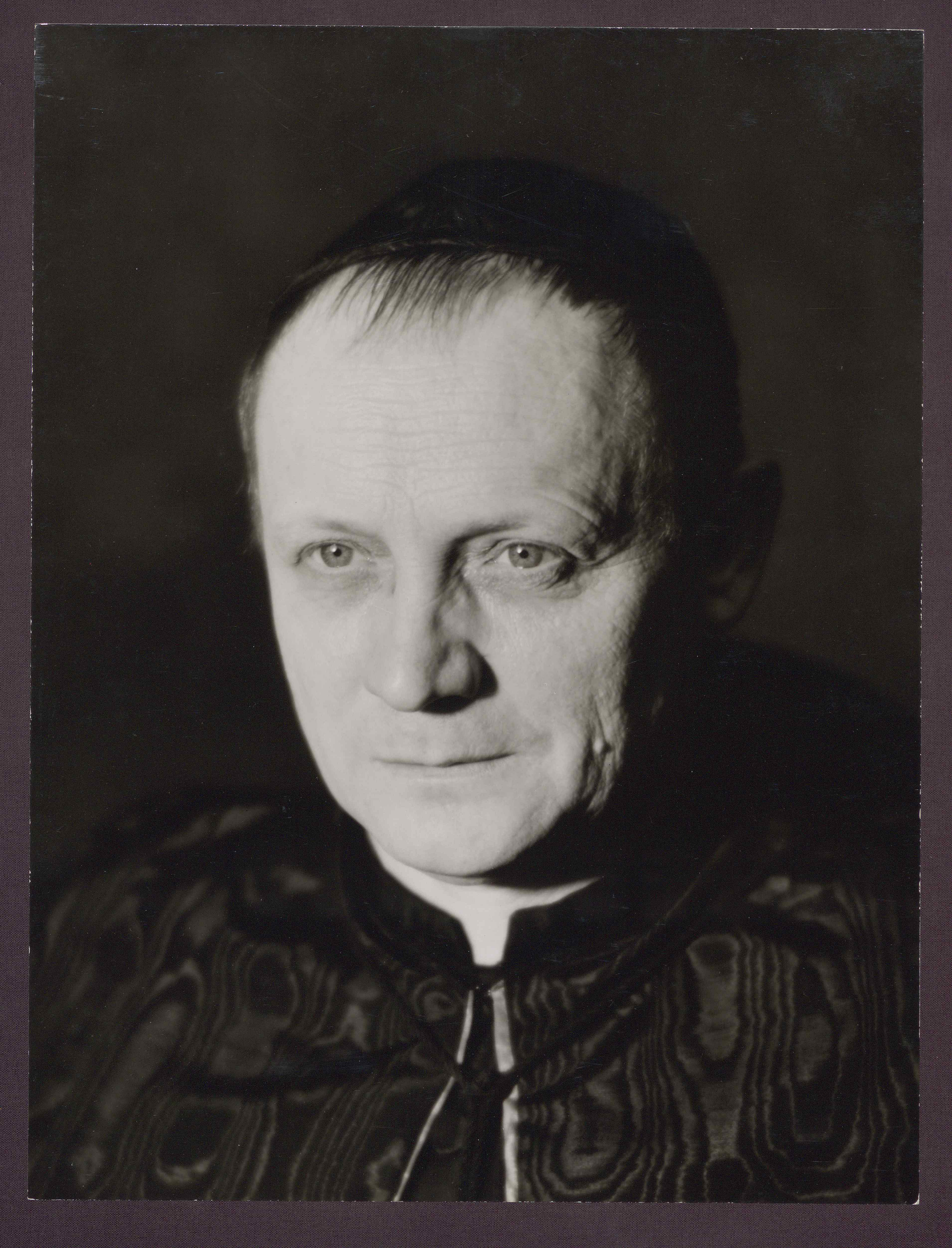
Martin Rickelt in Die Ausgestoßenen von Wallace Hamilton am Badischen Staatstheater Karlsruhe (1963/1964)

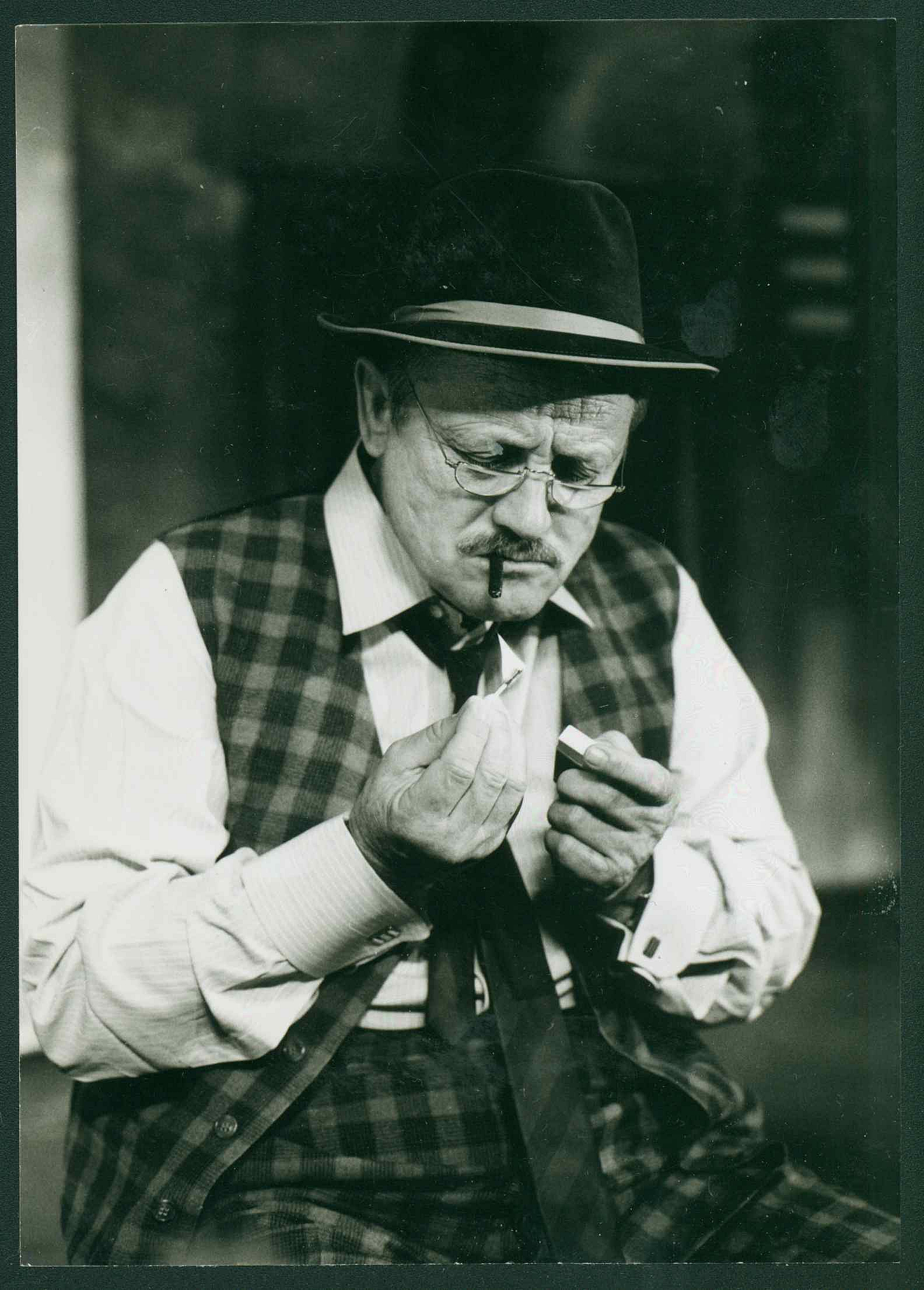
Martin Rickelt ebenda in Reporter von Ben Hecht und Charles MacArthur (1977/1978)

Martin Rickelt (* 2. September 1915 in Friedenau bei Berlin; † 9. April 2004 in Karlsruhe) war ein deutscher Schauspieler, der durch seine Rolle als „Onkel Franz“ in der Fernsehserie Lindenstraße einem breiten Publikum bekannt wurde.

## Leben

### Die frühen Jahre
Martin Rickelt wurde als Sohn des Schauspielers Gustav Rickelt, einem aktiven Gewerkschaftsmitglied und späteren Präsidenten der Genossenschaft Deutscher Bühnenangehöriger (GDBA), in der damals noch selbständigen Landgemeinde Friedenau bei Berlin geboren. Bereits im Alter von fünf Jahren wirkte er – damals noch unter dem Namen Martin Baumann – in dem Stummfilmstreifen Schmied von Kochel (1920) mit. Nach dem Besuch einer „freien Schule“ mit Theatertätigkeiten bewarb sich Rickelt als 16-Jähriger auf ein Zeitungsinserat, in dem Darsteller für die erste Verfilmung des Erich-Kästner-Buches Emil und die Detektive gesucht wurden. In der Rolle des Hotelpagen lernte er so neben Erich Kästner auch andere Prominente des Deutschen Films kennen.
Als Achtjähriger war er am 8. November 1923 in München Augenzeuge des Hitlerputsches. Zehn Jahre später, am 10. Mai 1933, erlebte er in Berlin die Bücherverbrennung. Dabei erkannte er Erich Kästner in der Menge, den er noch von der Emil-Verfilmung her kannte und der dort inkognito der Verbrennung eigener Werke beiwohnte.

### Zeit des Nationalsozialismus
Rickelt begann seine Bühnenausbildung und Karriere in Berlin, wo er 1933 an verschiedenen Bühnen debütierte. Es folgten Bühnenengagements am Grenztheater Görlitz, den Heidelberger Festspielen, dem Berliner Theater der Jugend und am Schiller-Theater. Im Schauspielensemble des großen Heinrich George bei den Heidelberger Festspielen ging er durch eine harte Schule, da dieser ihn vor versammeltem Ensemble wegen Zuspätkommens herunterputzte. Dies habe ihn – so Rickelt in einem Interview – fürs ganze Leben geprägt. Zuvor ein kleiner „Bruder Leichtfuß“, sei fortan die Disziplin das Wichtigste im Leben geworden.
Da er keiner der großen Stars des deutschen Theaters und Films jener Ära war, wurde er bald als normaler Soldat in die Wehrmacht eingezogen und war gleich zu Beginn des Zweiten Weltkrieges am Überfall auf Polen 1939 beteiligt. Später baute er in der Ukraine ein Fronttheater an der Ostfront auf. Auf der Suche nach fähigen Schauspielern ließ er auch Einheimische vorsprechen und verliebte sich sogleich in seine spätere Frau Tamara Renko, eine begabte junge Sängerin, die er engagierte, heimlich heiratete und während des Krieges unter Aufwendung aller Tricks und Urkundenfälschung noch als „Arbeitshilfe“ per Zug zu einer englischstämmigen Klavierlehrerin nach Berlin schickte. Nach der dreijährigen Kriegsgefangenschaft traf sich das Paar wieder. Martin Rickelt versuchte dann, den eigenen Worten zufolge, nach zwölf Jahren berufsfremder Tätigkeit wieder Anschluss an seine Schauspielkarriere zu finden.

### Nachkriegszeit
Nach dem Ende des Zweiten Weltkrieges arbeitete er für zwei Jahre bei DEFA-Filmproduktionen wie Quartett zu fünft (1949), Familie Benthin (1950) und Die Letzte Heuer (1951) mit, ehe er dann ausschließlich in der Bundesrepublik als Film- und Theaterschauspieler tätig wurde.
Rickelt spielte lange Jahre am Schiller-Theater und hatte als Mitglied des Badisches Staatstheater Karlsruhe einen Sitz im Rundfunkrat des SDR inne.
Als „Onkel Franz“ Wittich der Familie Beimer mimte er in der ARD-Fernsehserie Lindenstraße von 1987 (Folge 95: Erstausstrahlung 27. September 1987) bis zu seinem Tod im Jahr 2004 (Folge 965: Erstausstrahlung: 30. Mai 2004) einen kauzigen Ewiggestrigen, der dennoch über einen gewissen schlitzohrigen Charme verfügt – unverzichtbar für politische und familiäre Verwicklungen. Rickelt hatte sich buchstäblich um die Rolle gerissen, da er aufgrund seiner Kriegserfahrungen gerade jene Typen aufs beste porträtieren konnte.

„Als ich die Rolle des Onkel Franz angeboten bekommen habe, war ich hellauf begeistert von dieser Figur, die genau das Gegenteil von dem ist, was ich persönlich bin. Ich war nie ein Nazi.“

Weitere Rollen spielte er im Tatort, Der Forellenhof und in Alle meine Tiere. Seine letzten Lebensjahre wurden durch die Alzheimererkrankung seiner Ehefrau überschattet. Er starb an den Folgen einer Darmkrankheit.

## Filmografie (Auswahl)
- 1931: Emil und die Detektive
- 1934: Wir parken wo es uns gefällt
- 1937: Das Geheimnis um Betty Bonn
- 1938: Pour le Mérite
- 1940: Ein Robinson
- 1949: Quartett zu fünft
- 1950: Familie Benthin
- 1951: Die letzte Heuer
- 1951: Der Untertan
- 1953: Der verzauberte Königssohn
- 1956: Ein Mädchen aus Flandern
- 1963: Alle meine Tiere (Fernsehserie, Folge: Der Urlaub)
- 1965: Der Forellenhof
- 1969: Sie schreiben mit (Fernsehserie, Folge: Zu jung, um alt zu sein)
- 1971: Chopin-Express
- 1973: Der Nervtöter (Fernsehserie)
- 1976: Freiwillige Feuerwehr (Fernsehserie)
- 1987: Tatort: Spiel mit dem Feuer (Fernsehreihe)
- 1987: Ein Fall für zwei (Fernsehserie, Folge: Über den Tod hinaus…)
- 1987–2004: Lindenstraße (Fernsehserie, 314 Folgen)
- 1994: Die Wache (Fernsehserie)

## Auszeichnungen
- Bundesverdienstkreuz am Bande 1975
- Verdienstmedaille des Landes Baden-Württemberg 1985

## Zitate
„Wie er – als überzeugter Demokrat – den unverbesserlichen rechten ‚Gesinnungsonkel‘ verkörperte, war einzigartig, ebenso wie seine liebenswerte und glaubwürdige Darstellung des Alzheimerkranken in den vergangenen Jahren“

„Martin Rickelt war nicht nur ein außergewöhnlich begabter und engagierter Schauspieler. Mit seiner Schlitzohrigkeit, gepaart mit Selbstironie und stillem Stolz war er einer der wenigen, die ich kennenlernen durfte, für den ‚Ehre und Treue‘ wichtiger waren als Erfolg. Er war ein gütiger Mensch mit immer wachem und kritischem Verstand. Er war ein ehrlicher Kämpfer gegen Unrecht und Unterdrückung, was er zum Beispiel mit seiner jahrelangen gewerkschaftlichen Arbeit und seinem steten Einsatz für den Beruf des Schauspielers immer wieder bewiesen hat. Er hat politisch starke Akzente gesetzt. Ich habe sehr viel von ihm lernen dürfen. Wer zudem erleben durfte, wie sehr er sich auch bei der Arbeit für und mit der Lindenstraße engagierte, kann ermessen, welch großen Kollegen, Mentor und vor allem guten Freund wir verloren haben.“